# Брумелла (комуна)
Комуна Брумелла (швед. Bromölla kommun) — адміністративно-територіальна одиниця місцевого самоврядування, що розташована в лені Сконе у південній Швеції.
Брумелла 257-а за величиною території комуна Швеції. Адміністративний центр комуни — місто Брумелла.

## Населення
Населення становить 12 292 чоловік (станом на вересень 2012 року). 
| Кількість населення комуни Брумелла за 1970-2010 роки | Кількість населення комуни Брумелла за 1970-2010 роки | Кількість населення комуни Брумелла за 1970-2010 роки | Кількість населення комуни Брумелла за 1970-2010 роки | Кількість населення комуни Брумелла за 1970-2010 роки |
| ----------------------------------------------------- | ----------------------------------------------------- | ----------------------------------------------------- | ----------------------------------------------------- | ----------------------------------------------------- |
| Рік                                                   |                                                       |                                                       | Населення                                             |                                                       |
| 1970                                                  | 1970                                                  |                                                       | 10 771                                                | 10 771                                                |
| 1975                                                  | 1975                                                  |                                                       | 11 384                                                | 11 384                                                |
| 1980                                                  | 1980                                                  |                                                       | 12 069                                                | 12 069                                                |
| 1985                                                  | 1985                                                  |                                                       | 12 162                                                | 12 162                                                |
| 1990                                                  | 1990                                                  |                                                       | 12 605                                                | 12 605                                                |
| 1995                                                  | 1995                                                  |                                                       | 12 437                                                | 12 437                                                |
| 2000                                                  | 2000                                                  |                                                       | 12 085                                                | 12 085                                                |
| 2005                                                  | 2005                                                  |                                                       | 12 098                                                | 12 098                                                |
| 2010                                                  | 2010                                                  |                                                       | 12 272                                                | 12 272                                                |
| Джерело: SCB                                          |                                                       |                                                       |                                                       |                                                       |

## Населені пункти
Комуні підпорядковано 5 міських поселень (tätort) та низка сільських, більші з яких:
- Брумелла (Bromölla)
- Несум (Näsum)
- Вальє (Valje)
- Ґуалев (Gualöv)
- Нимелла (Nymölla)
- Еденрид (Edenryd)
- Вестано (Västanå)

## Галерея

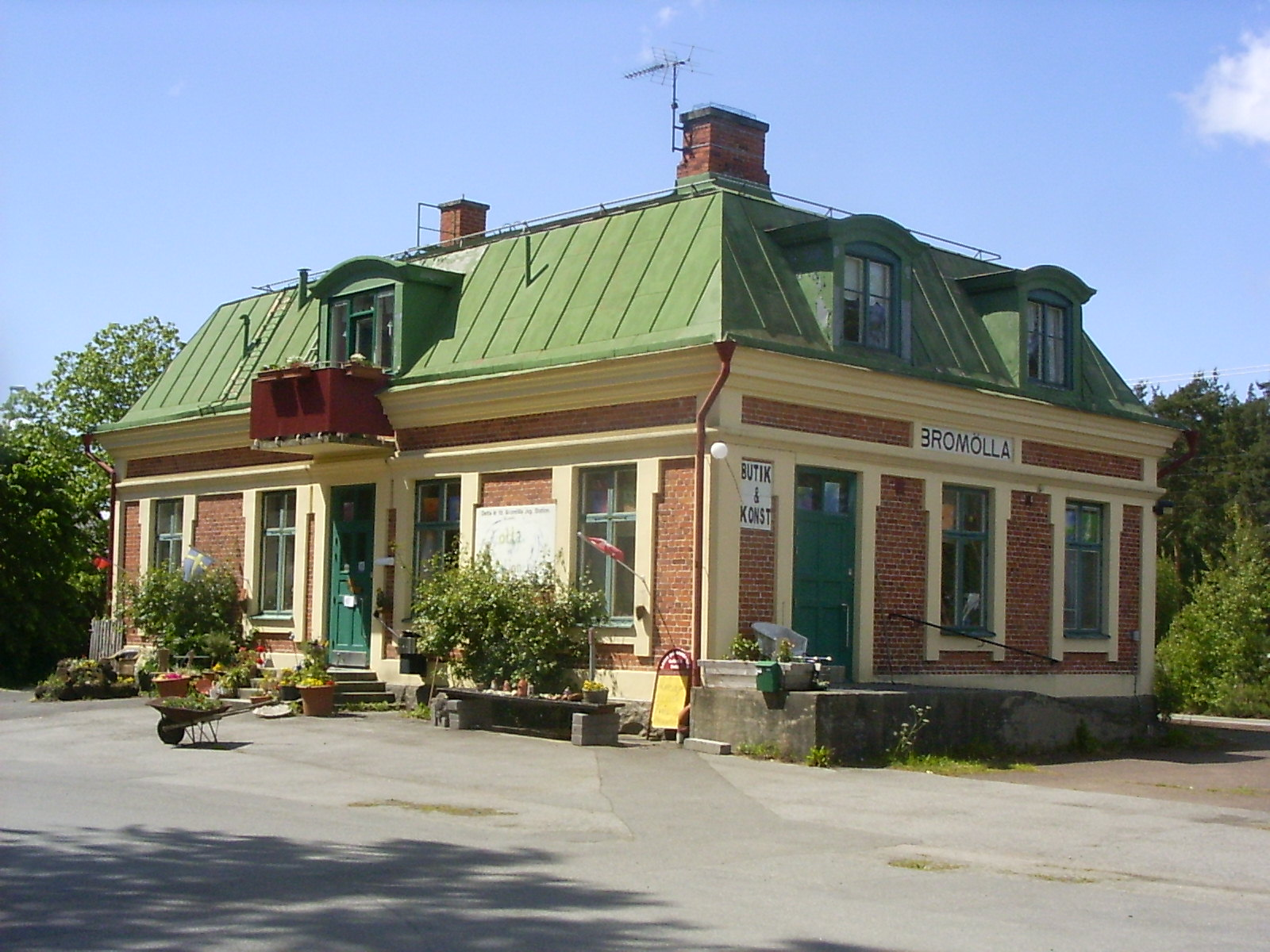
Стара залізнична станція Брумелла
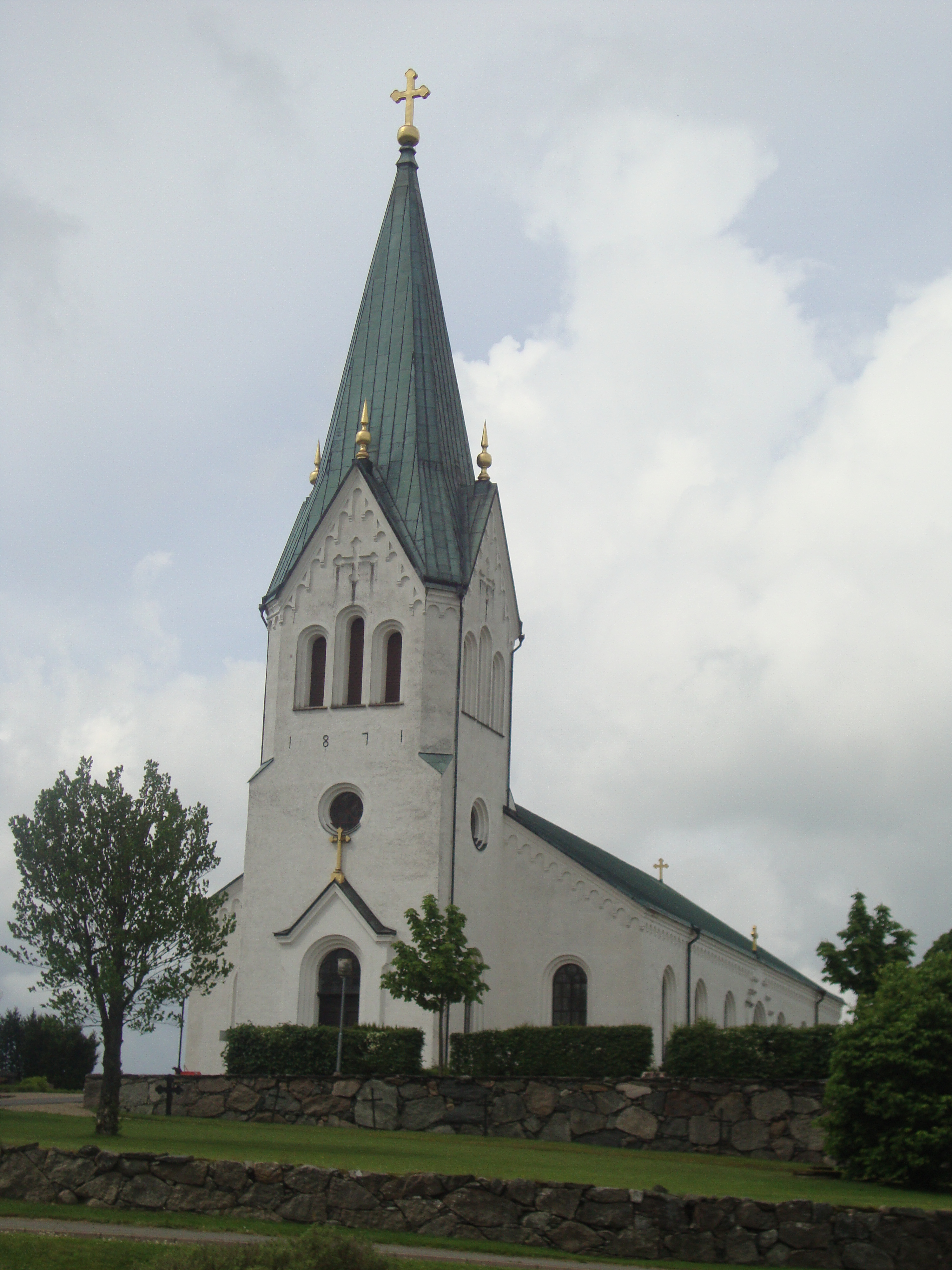
Церква (Несум)
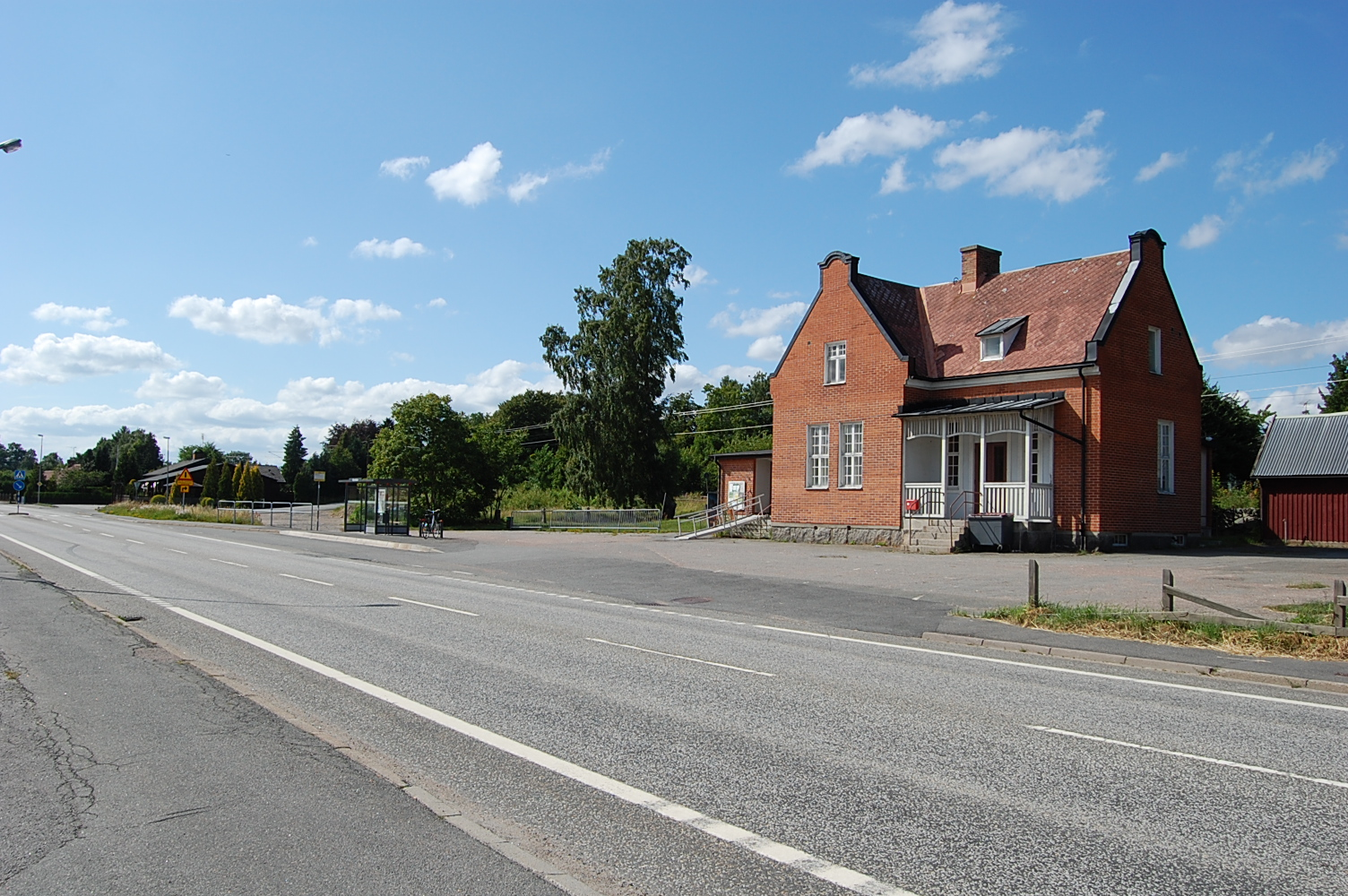
Містечко Вальє

## Виноски
1. ↑  Andersson P. Sveriges kommunindelning 1863-1993 — Mjölby: Draking, 1993. — 132 с. — ISBN 978-91-87784-05-7
2. ↑  Folkmangd i riket, lan och kommuner (шв.) . Центральне бюро статистики Швеції. Архів оригіналу за 20 серпня 2013. Процитовано 20 лютого 2013.